# سقوط مقديشو
سقوط مقديشو في 28 ديسمبر 2006، عندما سيطرت الحكومة الاتحادية الانتقالية والقوات الإثيوبية على العاصمة الصومالية مقديشو. بعد سلسلة سريعة من الانتصارات ضد اتحاد المحاكم الإسلامية، الذي كان مقره الرئيسي في مقديشو قبل أن يتراجع جنوبًا.
وذكر علي جيدي رئيس وزراء الحكومة الانتقالية أن قوات الحكومة الصومالية دخلت مقديشو دون مقاومة. وفي 29 ديسمبر دخل جيدي المدينة بعد التشاور مع زعماء العشائر في الضواحي. واستقبله الحشود بالاحتجاجات المعادية للإثيوبيين.
تراجع 3000 إلى مدينة كيسمايو الساحلية على بعد 300 ميل (500 كم) إلى الجنوب. وفي كيسمايو قال رئيس اتحاد المحاكم الإسلامية متحديًا شريف شيخ أحمد: «لن نهرب من أعدائنا. لن نغادر الصومال أبداً. سنبقى في وطننا».